# Droguetia
Droguetia là chi thực vật có hoa trong họ Tầm ma.

## Các loài
Chi này gồm các loài:
- Droguetia ambigua
- Droguetia burchellii
- Droguetia cuneata
- Droguetia debilis
- Droguetia diffusa